# 守护者联盟
《捍衛聯盟》（英語：Rise of the Guardians）是一部2012年美国电脑动画科學奇幻動作冒险片，根据威廉·乔西创作的系列书籍《The Guardians of Childhood and The Man in the Moon》和Joyce与Reel FX制作的短片《The Man in the Moon》改编而成。夢工廠動畫制作，Peter Ramsey导演，配音演员包括克里斯·潘恩、亞歷·鮑德溫、休·傑克曼、艾拉·費雪和裘德·洛。
中国大陆、北美和英国分别于2012年11月16日、21日和30日上映。本片是派拉蒙公司发行的最后一部梦工厂动画作品，因为梦工厂动画已经与二十世紀福斯签署了五年的发行合约，2013年起生效直至2017年屆滿。
電影於2012年11月21日在美國上映。它的全球總票房為 3.069 億美元，而預算為 1.45 億美元，但由於營銷和發行成本估計損失了 8700 萬美元。它被提名為金球獎最佳動畫長片，在安妮獎獲得包含最佳動畫長片在內、總計十項獎項提名。

## 劇情
傑克凍人從結冰的池塘中甦醒，他沒有過去的記憶，在來到鎮上後，他發現沒有人可以看見或聽見自己，在意識到這點後，他便離開了。三百年後，作為年輕的冬之精靈，傑克凍人喜歡四處散播寒冰和凍氣，但他也因為孩子都不相信自己而感到沮喪。在北極，月光警告聖誕老人，僻奇正在用噩夢威脅世界各地的孩子，聖誕老人召集了猛兔哥、牙仙和沙人，他們被告知傑克凍人被選為新守護者，猛兔哥把他帶到北極。聖誕老人解釋每個守護者都有一個中心，並質問傑克凍人的中心是什麼，他們的談話被牙仙的求救打斷。
一行人抵達印度式宮殿的牙仙宮殿，他們得知牙仙的手下幾乎都被夜魔僻奇綁架、牙齒也都被偷了，這讓孩子們開始不相信牙仙的存在。為了阻止夜魔僻奇的計畫，他們決定蒐集孩子們的牙齒。這些乳牙都包含原主人的童年記憶，而被偷走的也包括傑克的牙齒，傑克認為能藉此釐清自己的過去，因此也加入蒐集行動。在蒐集過程中，聖誕老人和猛兔哥發生爭執，吵醒了男孩傑米，傑米看得見傑克以外的所有人。夜魔僻奇發現他們的行動後，出手攻擊傑克，沙人出手相助，但不敵夜魔僻奇的惡夢能力。
復活節將近，守護者們聚集在猛兔哥的兔窩。傑米的妹妹蘇菲意外闖進兔窩，傑克帶蘇菲回家後，被一個聲音引入僻奇的巢穴。僻奇用利用傑克失憶和不被信任的恐懼來嘲弄他、使他分心，僻奇趁機摧毀復活節彩蛋，讓孩子們不再相信猛兔哥。守護者們失去對傑克的信任，失意的傑克獨自待在南極，僻奇煽動他加入自己的陣營，當傑克拒絕後，僻奇威脅殺死牙仙寶寶，並趁機折斷傑克的魔杖，更把他打落深淵。傑克解開了自己乳牙中的記憶，他得知自己過去是個凡人，為了救自己的妹妹而掉進湖中，並因此而溺死和凍死。重新振作的傑克修復了魔杖，返回僻奇的巢穴解救牙仙。
在僻奇的影響下，全世界只剩下傑米一個小孩相信守護者，這讓守護者們的能力大幅衰弱。傑克發現傑米的信念動搖了，便在他房間裡製造冰雪，讓傑米成為第一個相信傑克並看見傑克的孩子。他們找來傑米的朋友，而朋友們對傑克的信賴讓傑克獲得更強的力量。力量變強守護者們最終擊敗了僻奇，僻奇試圖逃跑，但卻被噩夢反噬並捲入黑暗之中。守護者們和孩子們道別，之後傑克正式成為了守護者。

## 配音員
| 配音              | 配音   | 配音     | 角色                           |
| 美國              | 台灣   | 香港     | 角色                           |
| ----------------- | ------ | -------- | ------------------------------ |
| 克里斯·潘恩       | 周湯豪 | 蔡澤市民 | 傑克凍人（Jack Frost）         |
| 裘德·洛           | 曹冀魯 | 鄧肇基   | 夜魔僻奇（Pitch Black）        |
| 艾力·寶雲         | 徐健春 | 羅偉亮   | 聖誕老人（Nicholas St. North） |
| 休·傑克曼         | 林谷珍 | 高翰文   | 猛兔哥（E. Aster Bunnymund）   |
| 艾拉·費雪         | 楊小黎 | 羅婉楓   | 牙仙（Tooth）                  |
| 無                | 無     | 無       | 沙人（Sandy）                  |
| 达科塔·高尤       |        | 黃俊皓   | 傑米·班尼特（Jamie Bennett）   |
| 喬琪·格芬         |        |          | 蘇菲·班奈特（Sophie Bennett）  |
| 多米尼克·格蘭德   |        |          | 杯子蛋糕（Cupcake）            |
| 奧莉薇亞·馬特格里 |        |          | 琵琶（Pippa）                  |

## 评价
媒体综评57分，烂番茄新鲜度74%，肯定的占据多数。
美媒代表性评价：“内容相当炫目，融会贯通多个节日形象的剧情可以满足全家老小的所有需求，即便有些地方堪称诡异，但不影响整体观感”，“拥有足够的视觉能量和搞笑元素，虽然缺少了一些深度”；“缺少一个组织全局的核心内容，主题的摇摆相当明显。导致通篇的动作戏流于形式，而情感烘托更是无处传递”，“影片节奏过快，以至于很多值得回味的美景一闪而过，很多应该引导观众思考的地方却压根没有时间停留”。

## 票房
美国首周末收获2402万美元名列第四位。全球票房只有3.02亿美元，而影片投资达1.45亿，导致梦工厂动画将在2013年将原来的2200名员工中裁掉350人，比例高达16%。

## 奖项
- 第16届好萊塢電影獎年度动画电影奖[8]
- 第17届卫星奖最佳动画影片[9]